# Стрелин
Стрелин — река (ручей) в России, течёт по территории Усть-Цилемского района Республики Коми. Впадает в Низёву с правой стороны, на высоте 51 м над уровнем моря. Длина реки составляет 12 км.

## Данные водного реестра
По данным государственного водного реестра России, относится к Двинско-Печорскому бассейновому округу, водохозяйственный участок реки — Печора от водомерного поста Усть-Цильма и до устья, речной подбассейн реки — бассейны притоков Печоры ниже впадения Усы. Речной бассейн реки — Печора.
Код объекта в государственном водном реестре — 03050300212103000080642.